# 第2次安倍政権
第2次安倍政権（だいにじ あべせいけん）は、2012年（平成24年）12月26日から2020年（令和2年）9月16日まで続いた日本の政権。
安倍晋三を内閣総理大臣とし自由民主党と公明党を与党とする自公連立政権で、2006年（平成18年）9月26日から翌年9月26日までの第1次安倍政権以来5年ぶりとなる安倍首班政権である。
2012年（平成24年）11月16日に衆議院が解散され、12月16日に実施された第46回衆議院議員総選挙において与党の民主党が大敗、野党第1党の自民党が大勝したことにより政権交代することとなり、12月26日の野田第3次改造内閣（野田佳彦首相）の総辞職の後、3年3か月ぶりの自公連立政権として同日発足した。
安倍は、政権の支持率が比較的高いうちに衆議院の解散・総選挙に踏み切り、2014年（平成26年）の第47回衆議院議員総選挙および2017年（平成29年）の第48回衆議院議員総選挙において連立与党の圧勝を導いたことにより計3度の首相指名を受け、また総裁の任期を連続2期6年までに制限していた自民党党則を改正して連続3期9年を可能としたこともあり、政権の長期化を実現した。安倍の首相連続在職日数は2822日となり、それまで大叔父の佐藤栄作が保持していた2798日を超え、また（第1次政権時を加えた）通算在職日数の3188日も戦前の桂太郎の2886日を上回り、いずれも日本の憲政史上において歴代最長を記録した。
その間一貫して志公会（派閥）会長の麻生太郎を財務大臣、無派閥の菅義偉を内閣官房長官に任用し続けたことも政権の安定に寄与した。
第2次安倍政権下における内閣は、以下のとおりである。
- 第2次安倍内閣（改造内閣）：2012年（平成24年）12月26日 - 2014年（平成26年）12月24日

- 第3次安倍内閣（第1次改造内閣、第2次改造内閣、第3次改造内閣）：2014年（平成26年）12月24日 - 2017年（平成29年）11月1日

- 第4次安倍内閣（第1次改造内閣、第2次改造内閣）：2017年（平成29年）11月1日 - 2020年（令和2年）9月16日